# Allobaccha neavei
Allobaccha neavei är en tvåvingeart som först beskrevs av Mario Bezzi 1915.  Allobaccha neavei ingår i släktet Allobaccha och familjen blomflugor. Inga underarter finns listade i Catalogue of Life.